# Вельвет (группа)
«Вельвет» — российский музыкальный коллектив. Проект «Вельвеt» существует с 2005 года. На сегодняшний день группа «Вельвеt» играет в стиле софт-рок или поп-рок с элементами «арт-рока».
Главное действующее лицо музыкальной группы — Екатерина Белоконь, автор музыки и текстов всех песен. Екатерина родилась 12 августа 1979 года в Москве. Она является профессиональным музыкантом (окончила Училище имени Ипполитова-Иванова по классу «теория музыки»). Увлекается живописью, пишет картины.

## История группы

### 2005—2007: Начало карьеры
Осенью 2005 года для записи песен молодой исполнительницы Екатерины Белоконь был образован студийный проект «Вельвеt». Основная часть материала для дебютной пластинки была записана с сессионными музыкантами, но уже весной 2006 года был собран постоянный состав — вокал, гитара, бас, барабаны.
В 2007 года группа «Вельвеt» стала лучшей в номинации «Открытие года» по версии музыкального журнала «FUZZ». В 2006 и 2007 годах группа была участницей рок-концертов, проводимых в рамках фестиваля «Новая волна» в Юрмале (Латвия). В 2007 году Екатерина Белоконь в тандеме с Сергеем Галаниным была ещё и ведущей этого шоу.
В 2008 году группа получила премию FUZZ в категории «Лучшая новая группа». В июле 2008 года группа «Вельвеt» выступила на открытии фестиваля «Новая волна — 2008» вместе с группой «Би-2», исполнив песню «Научи меня быть счастливым». В ноябре 2008 года состоялся релиз дебютного альбома группы «Вельвеt» под названием «Бей в барабаны». Большие концерты, посвященные этому мероприятию, прошли в Москве в клубе «Б-2» и в Санкт-Петербурге в клубе «Орландина».
В 2009 году музыканты в рамках фестиваля «Новая волна» в Юрмале выступили на нескольких after-party, которые транслировались в эфире национального музыкального телевизионного канала «Муз-ТВ». На закрытии фестиваля группа «Вельвеt» выступила вместе с группой Uma2rman, исполнив хит «Прасковья» в обновленном варианте.
По итогам рейтинга популярности группа «Вельвеt» завоевала право стать участницей гала-концерта «Песня года», прошедший 6 декабря 2009 года в СК «Олимпийский» в Москве.

### 2010—2011: Альбом «Продавец кукол»
После 27 недель в хит-параде «Русского радио» — а в феврале песня «Прости» достигла 1 места в главном хит-параде страны — группа Вельвеt получила премию «Золотой граммофон», которая была вручена 4 декабря 2010 года. Телеверсия — в январе 2011 года. Группа была номинирована на премию национального музыкального телевизионного канала Муз-ТВ — «Премия Муз-ТВ 2010» в номинации «Лучшая песня», также с композицией «Прости».
В августе 2010 года музыканты презентовали радиосингл «Продавец кукол» — заглавную песню второго альбома, который вышел в декабре 2010 года. Презентация клипа на песню «Продавец кукол» состоялась 25 сентября 2010 года на телеканале RU.TV.
В канун 2011 года группа «Вельвеt» становится одним из популярнейших российских музыкальных коллективов, исполняющих музыку в стиле поп-рок и также принимает участие во всех крупных музыкальных телепроектах, организованных главными каналами страны к Новому году. В январе 2011 года группа презентует радиосингл «Капитан Арктика». Эта песня была написана Екатериной Белоконь под впечатлением от wiki-романа Натана Дубовицкого «Машинка и Велик, или упрощение Дублина».
27 февраля на телеканале «Россия 1» состоялась премьера фильма «Зойкина любовь», саундтреком для которого стали несколько композиций из альбома «Продавец кукол». Екатерина Белоконь приняла участие и в озвучивании фильма, специально исполнив песни для таких моментов, как пение на кухне, и в других нестудийных условиях.
В мае 2011 года группа «Вельвеt» впервые выступила с большим сольным концертом в московском клубе «Milk». Затем в июне музыканты первый раз были приглашены выступить на легендарном выпускном вечере — «Алые паруса». В начале июля «Вельвеt» дебютировали на рок-фестивале «Нашествие». А в конце июля на «Новой волне» представили композицию «Капитан Арктика» в дуэтном исполнении с Григорием Лепсом. Дуэт высоко оценили поклонники обоих участников дуэта, а интерес к видео в Интернете оказался невероятно высоким — за первые пять дней ролик был просмотрен более 40 000 раз.
В конце 2011 года «Вельвеt» получили «Золотой Граммофон» за песню «Нанолюбовь».

### 2012 — настоящее время
30 января 2012 года вышел клип группы на песню «Всё забудется». 18 мая «Вельвеt» провели презентацию акустической программы со струнным квартетом. 10 февраля был снят клип на песню «Без меня». Главные роли в видео исполнили Екатерина Белоконь и Даниил Страхов.
13 апреля 2013 года состоялся интернет-релиз нового альбома «Ближе нельзя». 17 апреля состоялась презентация альбома в московском клубе «Б2».
25 мая 2013 года группа победила на Премии RU.TV в номинации «Лучшая поп-рок группа» и получила из рук создателей Angry Birds статуэтку-самовар.
15 июня 2013 года Екатерина Белоконь выступила на «Музартерии» в поддержку безвозмездного донорства. 14 сентября 2013 года группа «Вельвеt» выступила в Ярославле на вечеринке RU.TV.
9 января 2014 года состоялась премьера сингла «Невидимка» (New Rock Version), записанного в Хельсинки с саунд-продюсером Toni Kimpimaki, который известен своими работами с Sunrise Avenue, The Rasmus, HIM, Klark Kent и другими исполнителями. 17 февраля 2014 года состоялась премьера первого англоязычного сингла «Gone Forever». 20 июля 2014 года состоялась премьера концертного видео группы с презентации альбома «Ближе нельзя» в московском клубе «Б2», которая прошла 17 апреля 2013 года. 4 августа состоялась примера концертного альбома под названием «Concert (Live @ B2)», в который вошли 18 песен, которые были исполнены на презентации альбома «Ближе нельзя» в московском клубе «Б2».
24 сентября 2014 года в московском клубе «16 Тонн» на сольном концерте группы была впервые исполнена новая песня «Тот день, в котором не было войны». Студийная версия трека ещё не была записана, но музыканты спешили познакомить с песней своих поклонников. Официальный релиз сингла «Тот день, в котором не было войны» состоялся 25 марта 2015 года. Песня одновременно появилась на всех цифровых музыкальных витринах, а также была представлена в эфире «Русского Радио» в утреннем шоу «Русские перцы». В поддержку сингла «Вельвет» выступили с сольными концертами в Санкт-Петербурге 28 марта и в Москве 4 апреля. На обратном пути из Санкт-Петербурга в Москву, солистка Екатерина Белоконь вышла в прямой эфир радиостанции «Эхо Москвы» по телефону, дала интервью и представила «Тот день…» для слушателей радиостанции. 23 февраля 2016 года была официально опубликована в виде сингла дуэтная версия песни «Капитан Арктика», единственный раз исполненная совместно с Григорием Лепсом на музыкальном конкурсе «Новая Волна» в 2011 году.

## Дискография

### Студийные альбомы
| №                   | Название                         | Длительность |
| ------------------- | -------------------------------- | ------------ |
| 1.                  | «То, чего не может быть»         | 5:02         |
| 2.                  | «Продавец кукол»                 | 3:46         |
| 3.                  | «Я хочу быть живой (Нанолюбовь)» | 4:05         |
| 4.                  | «Никто не хочет быть один»       | 3:35         |
| 5.                  | «Одиночество»                    | 3:39         |
| 6.                  | «Моя любовь»                     | 5:41         |
| 7.                  | «Тону»                           | 4:00         |
| 8.                  | «Прости»                         | 4:02         |
| 9.                  | «Паранойя»                       | 3:57         |
| 10.                 | «Здравствуйте, дерево!»          | 2:54         |
| 11.                 | «Однажды»                        | 2:49         |
| 12.                 | «Ближе нельзя»                   | 3:13         |
| Общая длительность: | Общая длительность:              | 44:43        |

| №                   | Название                 | Длительность |
| ------------------- | ------------------------ | ------------ |
| 1.                  | «Intro»                  | 0:58         |
| 2.                  | «Сердце моё»             | 4:14         |
| 3.                  | «Тонкая красная линия»   | 3:53         |
| 4.                  | «Не молчи»               | 4:33         |
| 5.                  | «Эй»                     | 2:52         |
| 6.                  | «Лепесток»               | 3:21         |
| 7.                  | «Молодой и голодный»     | 3:37         |
| 8.                  | «Птицы-канарейки»        | 3:25         |
| 9.                  | «Спи» (feat. Макс Зорин) | 4:06         |
| 10.                 | «На поражение»           | 3:01         |
| 11.                 | «Домой»                  | 4:26         |
| Общая длительность: | Общая длительность:      | 36:26        |

### Мини-альбомы
| Название             | Информация                                                                       | Примечание |
| -------------------- | -------------------------------------------------------------------------------- | --- |
| Обратный отсчёт — EP | - Релиз: 12 апреля 2021 - Лейбл: Группа «Вельвет» - Формат: Цифровая дистрибуция | \| № \| Название \| Длительность \| \| ------------------- \| -------------------- \| ------------ \| \| 1. \| «Обратный отсчёт» \| 3:31 \| \| 2. \| «Полетели» \| 3:07 \| \| 3. \| «Высоко» \| 3:59 \| \| 4. \| «До конца, до нулей» \| 3:42 \| \| Общая длительность: \| Общая длительность: \| 13:39 \| |
| №                    | Название                                                                         | Длительность |
| 1.                   | «Обратный отсчёт»                                                                | 3:31 |
| 2.                   | «Полетели»                                                                       | 3:07 |
| 3.                   | «Высоко»                                                                         | 3:59 |
| 4.                   | «До конца, до нулей»                                                             | 3:42 |
| Общая длительность:  | Общая длительность:                                                              | 13:39 |

### Концертные альбомы
| Название            | Информация                                                                        | Причмечание |
| ------------------- | --------------------------------------------------------------------------------- | --- |
| Concert (Live @ B2) | - Релиз: 4 августа 2014 - Лейбл: Navigator Records - Формат: Цифровая дистрибуция | \| № \| Название \| Длительность \| \| ------------------- \| ------------------------------- \| ------------ \| \| 1. \| «Земля» (Live) \| 4:27 \| \| 2. \| «Всё забудется» (Live) \| 3:48 \| \| 3. \| «Несчастливая» (Live) \| 3:16 \| \| 4. \| «Герой» (Live) \| 3:50 \| \| 5. \| «Любовь на века» (Live) \| 3:41 \| \| 6. \| «Ловушки» (Live) \| 3:56 \| \| 7. \| «Невидимка» (Live) \| 4:15 \| \| 8. \| «Без меня» (Live) \| 3:45 \| \| 9. \| «Я не хочу» (Live) \| 5:37 \| \| 10. \| «Маленький принц» (Live) \| 3:57 \| \| 11. \| «Лучшая песня для радио» (Live) \| 3:51 \| \| 12. \| «Капитан Арктика» (Live) \| 4:51 \| \| 13. \| «Всё хорошо» (Live) \| 4:30 \| \| 14. \| «Продавец кукол» (Live) \| 3:49 \| \| 15. \| «Прости» (Live) \| 4:09 \| \| 16. \| «Иду за тобой» (Live) \| 3:49 \| \| 17. \| «Я хочу быть живой» (Live) \| 4:05 \| \| 18. \| «Стой» (Live) \| 3:42 \| \| Общая длительность: \| Общая длительность: \| 68:78 \| |
| №                   | Название                                                                          | Длительность |
| 1.                  | «Земля» (Live)                                                                    | 4:27 |
| 2.                  | «Всё забудется» (Live)                                                            | 3:48 |
| 3.                  | «Несчастливая» (Live)                                                             | 3:16 |
| 4.                  | «Герой» (Live)                                                                    | 3:50 |
| 5.                  | «Любовь на века» (Live)                                                           | 3:41 |
| 6.                  | «Ловушки» (Live)                                                                  | 3:56 |
| 7.                  | «Невидимка» (Live)                                                                | 4:15 |
| 8.                  | «Без меня» (Live)                                                                 | 3:45 |
| 9.                  | «Я не хочу» (Live)                                                                | 5:37 |
| 10.                 | «Маленький принц» (Live)                                                          | 3:57 |
| 11.                 | «Лучшая песня для радио» (Live)                                                   | 3:51 |
| 12.                 | «Капитан Арктика» (Live)                                                          | 4:51 |
| 13.                 | «Всё хорошо» (Live)                                                               | 4:30 |
| 14.                 | «Продавец кукол» (Live)                                                           | 3:49 |
| 15.                 | «Прости» (Live)                                                                   | 4:09 |
| 16.                 | «Иду за тобой» (Live)                                                             | 3:49 |
| 17.                 | «Я хочу быть живой» (Live)                                                        | 4:05 |
| 18.                 | «Стой» (Live)                                                                     | 3:42 |
| Общая длительность: | Общая длительность:                                                               | 68:78 |

### Официальные синглы
| Год  | Название                                  | Альбом               |
| ---- | ----------------------------------------- | -------------------- |
| 2006 | «Иду за тобой»                            | Бей в барабаны       |
| 2006 | «Бей в барабаны»                          | Бей в барабаны       |
| 2007 | «Стой»                                    | Бей в барабаны       |
| 2009 | «Прости»                                  | Продавец кукол       |
| 2010 | «Продавец кукол»                          | Продавец кукол       |
| 2011 | «Я хочу быть живой (Нанолюбовь)»          | Продавец кукол       |
| 2011 | «Капитан Арктика»                         | Ближе нельзя         |
| 2012 | «Всё забудется»                           | Ближе нельзя         |
| 2013 | «Без меня»                                | Ближе нельзя         |
| 2015 | «Невидимка» (Рок версия) / «Gone Forever» | без альбома          |
| 2015 | «Тот день, в котором не было войны»       | без альбома          |
| 2016 | «Капитан Арктика» (feat. Григорий Лепс)   | без альбома          |
| 2016 | «Бессонница»                              | без альбома          |
| 2018 | «Не молчи»                                | Тонкая красная линия |
| 2018 | «Птицы-канарейки»                         | Тонкая красная линия |
| 2021 | «До конца, до нулей»                      | Обратный отсчёт — EP |
| 2023 | «Дом»                                     | TBA                  |
| 2024 | «Здесь никто не живёт»                    | TBA                  |

### Видеоклипы
| Год  | Клип                                        | Режиссёр          | Альбом               |
| ---- | ------------------------------------------- | ----------------- | -------------------- |
| 2006 | «Иду за тобой»                              | Владилен Разгулин | Бей в барабаны       |
| 2006 | «Бей в барабаны»                            | Георгий Тоидзе    | Бей в барабаны       |
| 2007 | «Стой»                                      | Роман Непомнящий  | Бей в барабаны       |
| 2009 | «Прости»                                    | Владилен Разгулин | Продавец кукол       |
| 2010 | «Продавец кукол»                            | Роман Непомнящий  | Продавец кукол       |
| 2012 | «Всё забудется»                             | Владилен Разгулин | Ближе нельзя         |
| 2013 | «Без меня»                                  | Владилен Разгулин | Ближе нельзя         |
| 2019 | «Не молчи»                                  | Владилен Разгулин | Тонкая красная линия |
| 2019 | «Птицы-канарейки» (клип не был опубликован) | Дин Махаматдинов  | Тонкая красная линия |
| 2023 | «Дом»                                       | Иван Гарибян      | TBA                  |

## Состав группы
- Екатерина Белоконь — музыка, слова, вокал, голос, аранжировки, клавишные
- Максим Зорин — гитара, акустическая гитара
- Артем Камалетдинов — гитара, акустическая гитара
- Александр Лифшиц — бас-гитара
- Александр Карпухин — барабаны